# Vittoria del Galles
Vittoria di Sassonia-Coburgo-Gotha, il cui nome completo era Vittoria Alessandra Olga Maria (Westminster, 6 luglio 1868 – Iver, 3 dicembre 1935), fu un membro della famiglia reale britannica, quarta figlia (e seconda femmina) di re Edoardo VII del Regno Unito.

## Biografia

### Infanzia e gioventù

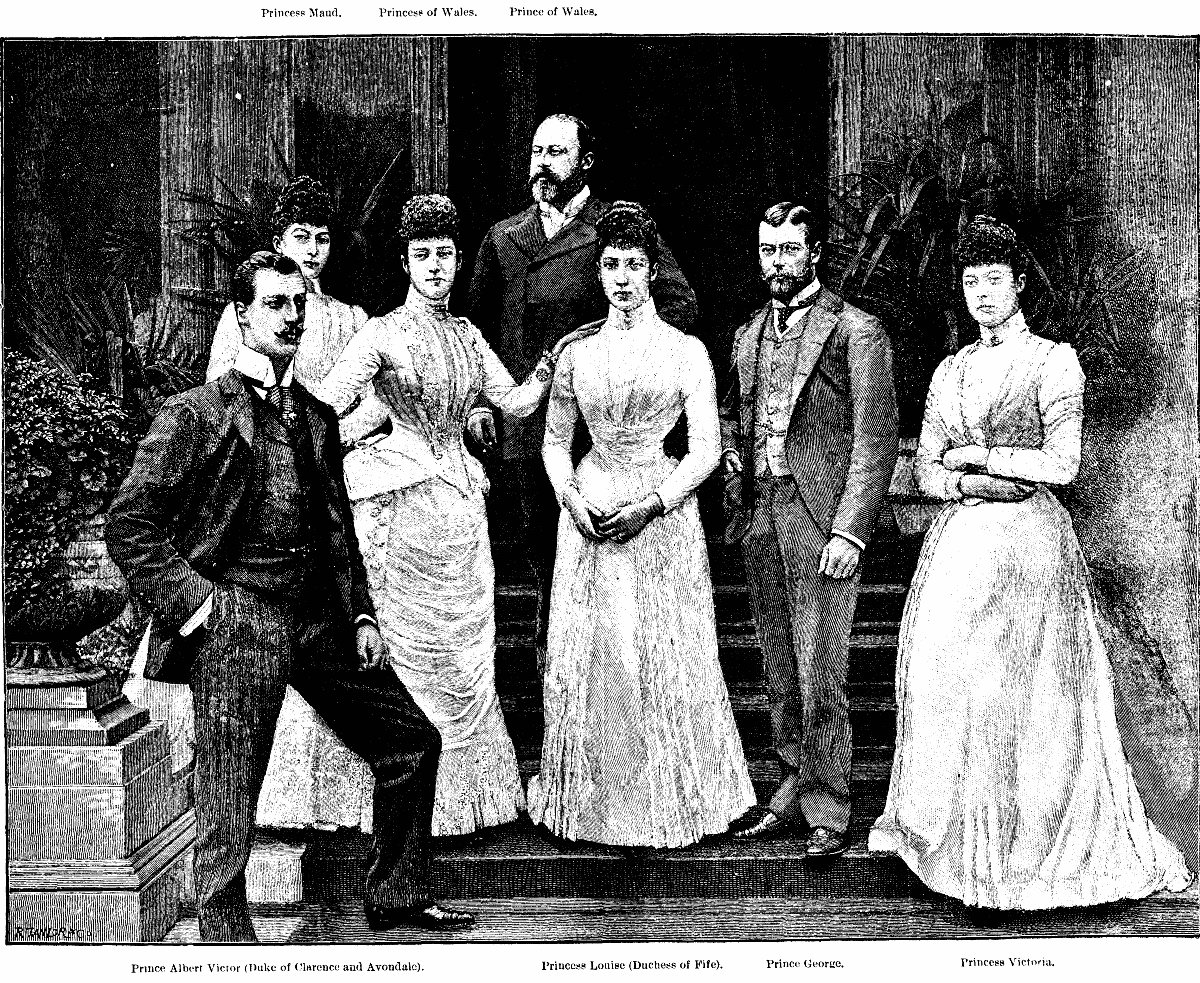
Alberto Vittorio e la sua famiglia (1891). Da sinistra a destra: il fratello Alberto Vittorio, la sorella Maud, la madre Alessandra, il padre Edoardo VII, la sorella Luisa, il fratello Giorgio V e Vittoria.

La principessa Vittoria nacque il 6 luglio 1868 a Marlborough House, a Londra. Suo padre era il principe del Galles Alberto Edoardo (in seguito salito al trono come re Edoardo VII), figlio maggiore della regina Vittoria e del principe consorte Alberto di Sassonia-Coburgo-Gotha. Sua madre, la Principessa di Galles, era nata principessa Alessandra di Danimarca, figlia di re Cristiano IX di Danimarca e della moglie, principessa Luisa d'Assia-Kassel. In quanto nipote del monarca britannico, alla nascita ricevette il titolo di Sua Altezza Reale Principessa Vittoria del Galles. In famiglia era meglio conosciuta come Toria.
Vittoria venne battezzata nella casa dove nacque il 6 agosto 1868 dal vescovo di Londra, Archibald Campbell Tait, e furono suoi padrini:
- S.M. la regina Vittoria del Regno Unito
- l'imperatore Alessandro II di Russia
- lo zarevic Alessandro di Russia
- il principe Arturo del Regno Unito
- il principe Luigi d'Assia e del Reno
- il principe Giorgio d'Assia-Kassel
- S.M. Ol'ga Konstantinovna, regina di Grecia
- S.M. Carolina Amalia, regina madre di Danimarca
- Maria di Assia-Kassel, granduchessa madre di Meclemburgo-Strelitz
- Maria Adelaide di Cambridge, duchessa di Teck
- Maria Luisa Carlotta d'Assia-Kassel, principessa Federico Augusto di Anhalt-Dessau

La principessa Vittoria del Galles venne educata da tutori privati e trascorse la sua fanciullezza a Marlborough House e a Sandringham House; era particolarmente affezionata al fratello Giorgio, il futuro re Giorgio V.

### Vita reale
Nonostante avesse avuto numerosi pretendenti, la principessa Vittoria non si sposò mai; si ritiene che sua madre, la regina Alessandra, abbia agito deliberatamente per scoraggiare la figlia dallo sposarsi. Rimase quindi una compagna per i genitori, in special modo la madre, con la quale visse fino alla morte della sovrana nel 1925. La Principessa Vittoria stabilì quindi la propria residenza nella fattoria di Coppins, ad Iver nel Buckinghamshire; si interessò notevolmente dei vari aspetti della vita del villaggio e nel 1930 divenne vicepresidente onoraria della Società Orticolturale di Iver.

### Ultimi anni
Vittoria morì a casa propria nel dicembre 1935; i funerali ebbero luogo nella cappella di San Giorgio nel castello di Windsor e venne poi sepolta nel Cimitero Reale di Frogmore, nel Grande Parco di Windsor. La sua morte costituì un duro colpo per il fratello, re Giorgio V, che morì un mese dopo.

## Titoli nobiliari e stemma

### Titoli
- 6 luglio 1868 – 22 gennaio 1901: Sua Altezza Reale Principessa Vittoria del Galles
- 22 gennaio 1901 – 3 dicembre 1935: Sua Altezza Reale La Principessa Vittoria

### Stemma
In occasione del matrimonio della sorella minore Maud nel 1896, venne concesso a Vittoria l'utilizzo di uno stemma personale, ossia quello del regno, con uno scudo interno per la Sassonia, il tutto differenziato da un nastro d'argento a cinque punte: la prima, la terza e la quinta con rose rosse, mentre la seconda e la quarta con croci rosse. Lo scudo interno venne rimosso con decreto reale nel 1917.

## Onorificenze

Lo stemma personale della principessa Victoria, in uso fino al 1917.

## Antenati
|                                    |                                                                |                                                      | Genitori                                        |  |  | Nonni |  |  | Bisnonni                            |  |  | Trisnonni                                       |  |
|                                    |                                                                |                                                      |                                                 |  |  |       |  |  | Ernesto I di Sassonia-Coburgo-Gotha |  |  | Francesco Federico di Sassonia-Coburgo-Saalfeld |  |
|                                    |                                                                |                                                      |                                                 |  |  |       |  |  | Ernesto I di Sassonia-Coburgo-Gotha |  |  | Francesco Federico di Sassonia-Coburgo-Saalfeld |  |
|                                    |                                                                | Augusta di Reuss-Ebersdorf                           |                                                 |  |  |       |  |  | Ernesto I di Sassonia-Coburgo-Gotha |  |  |                                                 |  |
| Alberto di Sassonia-Coburgo-Gotha  |                                                                |                                                      |                                                 |  |  |       |  |  | Ernesto I di Sassonia-Coburgo-Gotha |  |  |                                                 |  |
|                                    |                                                                | Luisa di Sassonia-Gotha-Altenburg                    | Augusto di Sassonia-Gotha-Altenburg             |  |  |       |  |  |                                     |  |  |                                                 |  |
|                                    |                                                                | Luisa di Sassonia-Gotha-Altenburg                    | Augusto di Sassonia-Gotha-Altenburg             |  |  |       |  |  |                                     |  |  |                                                 |  |
|                                    |                                                                | Luisa di Sassonia-Gotha-Altenburg                    | Luisa Carlotta di Meclemburgo-Schwerin          |  |  |       |  |  |                                     |  |  |                                                 |  |
| Edoardo VII del Regno Unito        |                                                                | Luisa di Sassonia-Gotha-Altenburg                    |                                                 |  |  |       |  |  |                                     |  |  |                                                 |  |
|                                    |                                                                | Edoardo Augusto di Hannover                          | Giorgio III del Regno Unito                     |  |  |       |  |  |                                     |  |  |                                                 |  |
|                                    |                                                                | Edoardo Augusto di Hannover                          | Giorgio III del Regno Unito                     |  |  |       |  |  |                                     |  |  |                                                 |  |
|                                    |                                                                | Edoardo Augusto di Hannover                          | Carlotta di Meclemburgo-Strelitz                |  |  |       |  |  |                                     |  |  |                                                 |  |
| Vittoria del Regno Unito           |                                                                | Edoardo Augusto di Hannover                          |                                                 |  |  |       |  |  |                                     |  |  |                                                 |  |
|                                    |                                                                | Vittoria di Sassonia-Coburgo-Saalfeld                | Francesco Federico di Sassonia-Coburgo-Saalfeld |  |  |       |  |  |                                     |  |  |                                                 |  |
|                                    |                                                                | Vittoria di Sassonia-Coburgo-Saalfeld                | Francesco Federico di Sassonia-Coburgo-Saalfeld |  |  |       |  |  |                                     |  |  |                                                 |  |
|                                    |                                                                | Vittoria di Sassonia-Coburgo-Saalfeld                | Augusta di Reuss-Ebersdorf                      |  |  |       |  |  |                                     |  |  |                                                 |  |
| Vittoria di Sassonia-Coburgo-Gotha |                                                                | Vittoria di Sassonia-Coburgo-Saalfeld                |                                                 |  |  |       |  |  |                                     |  |  |                                                 |  |
|                                    | Federico Guglielmo di Schleswig-Holstein-Sonderburg-Glücksburg | Federico Carlo di Schleswig-Holstein-Sonderburg-Beck |                                                 |  |  |       |  |  |                                     |  |  |                                                 |  |
|                                    | Federico Guglielmo di Schleswig-Holstein-Sonderburg-Glücksburg | Federico Carlo di Schleswig-Holstein-Sonderburg-Beck |                                                 |  |  |       |  |  |                                     |  |  |                                                 |  |
|                                    | Federico Guglielmo di Schleswig-Holstein-Sonderburg-Glücksburg | Federica di Schlieben                                |                                                 |  |  |       |  |  |                                     |  |  |                                                 |  |
| Cristiano IX di Danimarca          | Federico Guglielmo di Schleswig-Holstein-Sonderburg-Glücksburg |                                                      |                                                 |  |  |       |  |  |                                     |  |  |                                                 |  |
|                                    |                                                                | Luisa Carolina d'Assia-Kassel                        | Carlo d'Assia-Kassel                            |  |  |       |  |  |                                     |  |  |                                                 |  |
|                                    |                                                                | Luisa Carolina d'Assia-Kassel                        | Carlo d'Assia-Kassel                            |  |  |       |  |  |                                     |  |  |                                                 |  |
|                                    |                                                                | Luisa Carolina d'Assia-Kassel                        | Luisa di Danimarca                              |  |  |       |  |  |                                     |  |  |                                                 |  |
| Alessandra di Danimarca            |                                                                | Luisa Carolina d'Assia-Kassel                        |                                                 |  |  |       |  |  |                                     |  |  |                                                 |  |
|                                    |                                                                | Guglielmo d'Assia-Kassel                             | Federico d'Assia-Kassel                         |  |  |       |  |  |                                     |  |  |                                                 |  |
|                                    |                                                                | Guglielmo d'Assia-Kassel                             | Federico d'Assia-Kassel                         |  |  |       |  |  |                                     |  |  |                                                 |  |
|                                    |                                                                | Guglielmo d'Assia-Kassel                             | Carolina di Nassau-Usingen                      |  |  |       |  |  |                                     |  |  |                                                 |  |
| Luisa d'Assia-Kassel               |                                                                | Guglielmo d'Assia-Kassel                             |                                                 |  |  |       |  |  |                                     |  |  |                                                 |  |
|                                    |                                                                | Luisa Carlotta di Danimarca                          | Federico di Danimarca                           |  |  |       |  |  |                                     |  |  |                                                 |  |
|                                    |                                                                | Luisa Carlotta di Danimarca                          | Federico di Danimarca                           |  |  |       |  |  |                                     |  |  |                                                 |  |
|                                    |                                                                | Luisa Carlotta di Danimarca                          | Sofia Federica di Meclemburgo-Schwerin          |  |  |       |  |  |                                     |  |  |                                                 |  |
|                                    |                                                                | Luisa Carlotta di Danimarca                          |                                                 |  |  |       |  |  |                                     |  |  |                                                 |  |